# Buick Enclave C1XX
Die zweite Generation des Buick Enclave ist ein seit Herbst 2017 erhältliches SUV der Automarke Buick aus dem General-Motors-Konzern und Nachfolger des Buick Enclave (2007). Es wird nur außerhalb Europas angeboten, wobei sich die in den Vereinigten Staaten produzierte Variante deutlich von der in China gebauten Variante unterscheidet.

## Plattform C1YB (seit 2017)

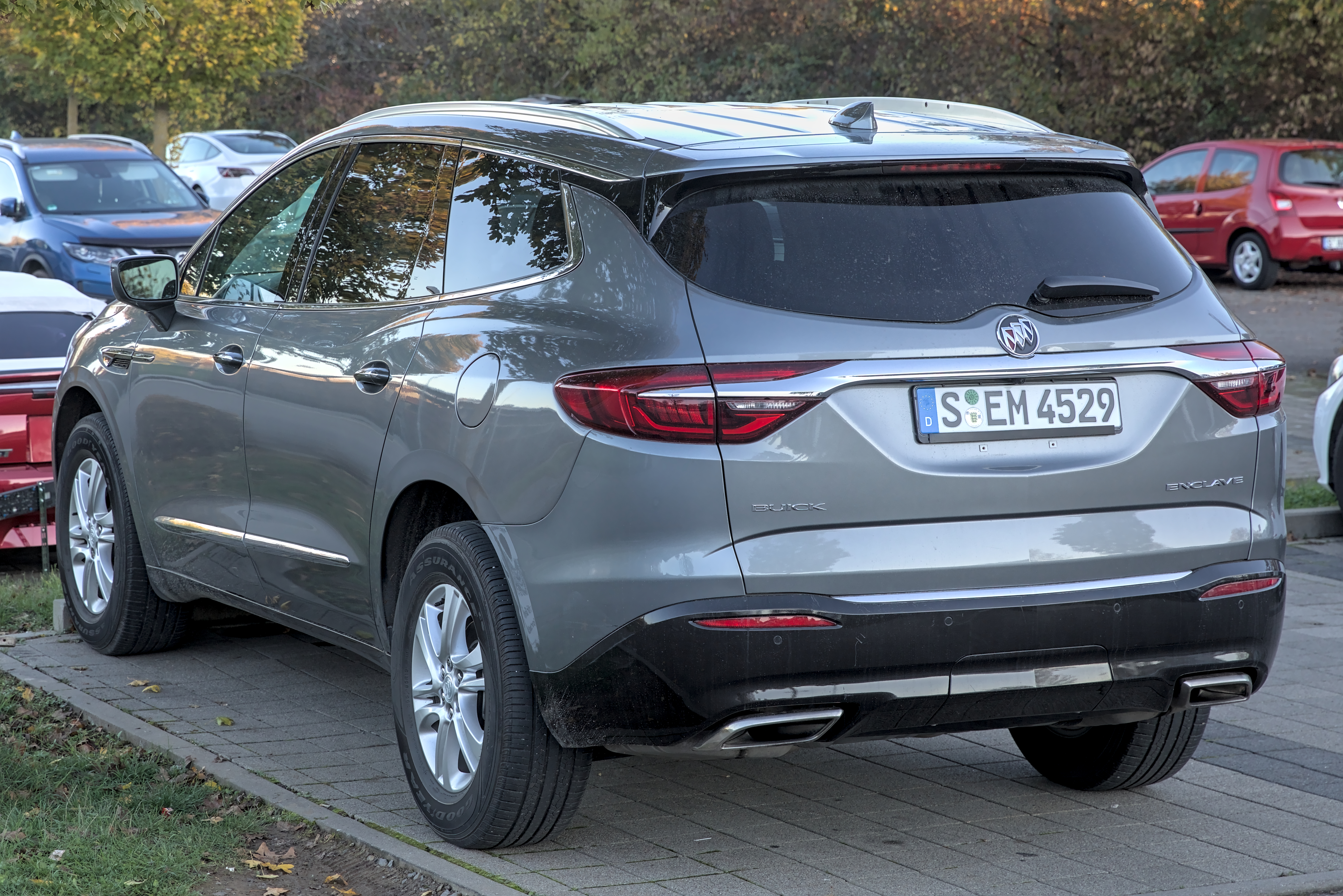
Heckansicht

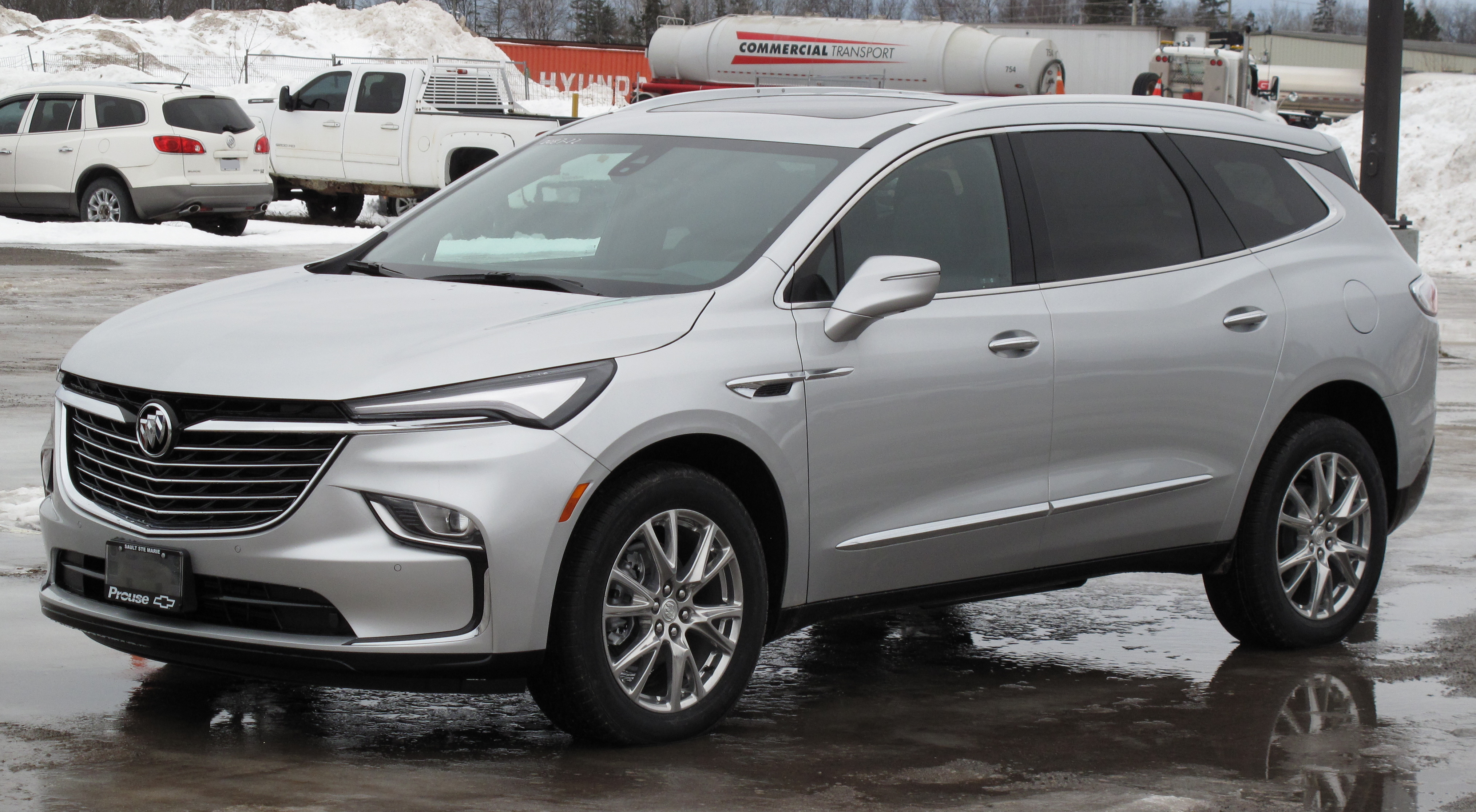
Buick Enclave (seit 2021)

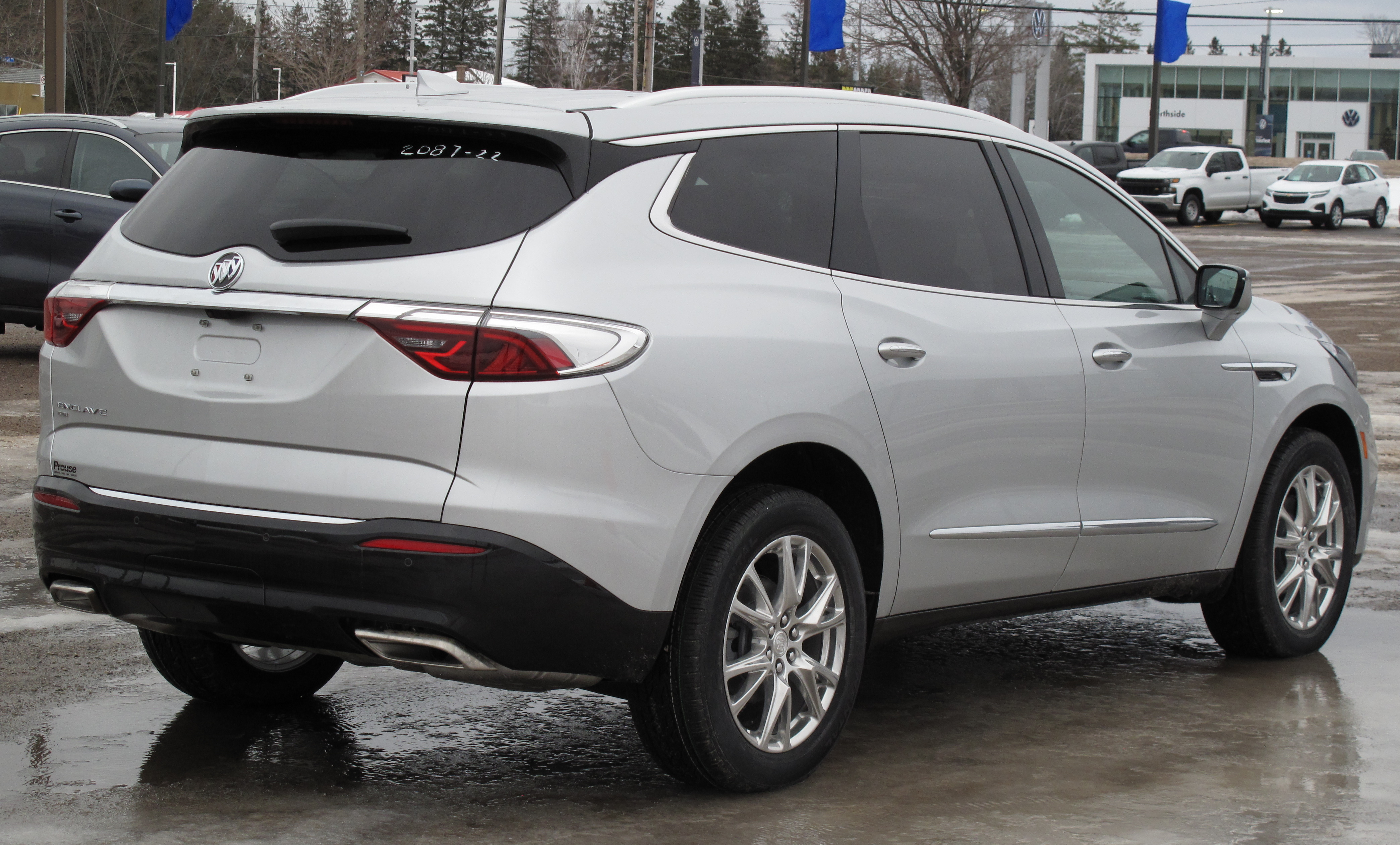
Heckansicht

Der Enclave mit der internen Bezeichnung C1YB wird in den Vereinigten Staaten für den nordamerikanischen Markt gefertigt. Im Vergleich zur in China produzierten Version mit der internen Bezeichnung C1UB ist der C1YB länger und hat einen stärkeren Antriebsstrang.

### Präsentation
Erstmals wurde der Buick Enclave am 11. April 2017 auf einer Veranstaltung bei den Pier 59 Studios im Borough Manhattan, New York City, vorgestellt. Erste formelle, öffentliche Vorstellung war auf der NYIAS 2017. Im Januar 2021 präsentierte Buick eine überarbeitete Version des Fahrzeugs.

### Technik

#### Karosserie und Innenraumkonfiguration
Basis des Fahrzeugs ist die GM-C1XX-Plattform mit langem Radstand die von GM auch für den Chevrolet Traverse der zweiten Generation genutzt wird. Beide werden seit 2017 gemeinsam im GM-Werk Lansing im US-Bundesstaat Michigan gebaut. Der Enclave ist 5189 mm lang, 2002 mm breit und 1775 mm hoch. Er hat sieben Sitze: zwei in der vorderen Reihe, zwei in der mittleren und drei in der letzten Reihe. Das Gepäckraumvolumen beträgt zwischen 688 Liter bei voller Bestuhlung und 2764 Liter, wenn beide Sitzreihen im Fahrgastraum umgelegt sind. Der Tank fasst 73 l bei Vorderradantrieb und 82 l bei Allradantrieb.

#### Motoren
Einziger angebotener Motor ist ein Sechszylindermotor in V-Bauform (Motorcode: LFY),  mit einer maximalen Nutzleistung von 231 kW bei 6800 min−1 und einem maximalen Drehmoment von 353 Nm bei 2800 min−1. Es ist ein vorn quer eingebauter Ottomotor. Der Hubraum beträgt 3649 cm³ (Bohrung 95 mm, Hub 85,8 mm). Die Kolben werden zur Kühlung von unten mit Öl bespritzt. Die Zylinderblöcke und -köpfe sind aus Aluminium gegossen. Der Motor hat vier Ventile pro Zylinder, die von zwei obenliegenden Nockenwellen je Zylinderbank (DOHC-Ventilsteuerung) gesteuert werden. Zur Steuerzeitenverstellung wird eine stufenlose, variable Nockenwellenverstellung mit Phasenverstellung verwendet.  Die Gemischaufbereitung geschieht durch Direkteinspritzung. Der Motor ist auf E85-Betrieb ausgelegt. Mittels Start-Stopp-System kann der Motor bei verkehrsbedingten Standzeiten automatisch abgestellt werden.

#### Antrieb
Zur Leistungsübertragung ist der Motor des Buick Enclave mit einem Neunstufen-Wandlerautomatikgetriebe des Typs „GM Hydramatic 9T65“ verbunden. Alle Ausstattungsvarianten sind mit Vorderradantrieb erhältlich, Allradantrieb ist nur in Verbindung mit dem  niedrigsten Ausstattungsniveau „Enclave“ nicht bestellbar. Für die höchsten Ausstattungsvarianten ist der Allradantrieb mit einer elektronischen Differentialsperre  „Active Twin Clutch“ vom Zulieferer GKN zur Drehmomentverteilung (Torque Vectoring) ausgestattet. Die Achsübersetzung ist 3,49 : 1. Die Spreizung des Getriebes hat einen Wert von 7,6. Das Getriebe ist aus fünf Planetenradsätzen, vier positionsfesten Kupplungseinheiten und drei mitrotierenden Kupplungseinheiten aufgebaut (Lepelletier-Getriebe). Als Wandlerüberbrückungskupplung wird eine Reibkupplung eingesetzt. Im Getriebe soll ein Druckspeicher für die Getriebehydraulik eingebaut sein der Energie für die Startvorgänge des Start-/Stop-Systems speichert.

#### Umwelt
Der nach EPA-Richtlinien ermittelte Kraftstoffverbrauch liegt bei Modellen mit Vorderradantrieb zwischen 13,1 l/100 km innerstädtisch und 9,0 l/100 km  außerorts, mit Allradantrieb zwischen 13,8 l/100 km innerstädtisch und 9,4 l/100 km außerorts.

#### Fahrwerk
An der Vorderachse werden MacPherson-Federbeine verbaut, deren Querlenker mit hydraulisch dämpfenden Buchsen gelagert sind. Fünflenker-Einzelradaufhängungen mit Zusatzfedern   werden für die Hinterradaufhängung verwendet. An beiden Achsen sind Stabilisatoren zur Minderung der Wankneigung eingebaut. In der höchsten Ausstattungslinie „Avenir“ wird eine adaptive Dämpfung eingesetzt. Die Lenkung hat eine elektrische Servounterstützung mit aktiver Lenkungsrückstellung in die Mittellage.

#### Bremsanlage und Räder
Rundum werden Scheibenbremsen eingebaut. Das Bremssystem ist servounterstützt. Die Parkbremse hat eine elektronische Ansteuerung. Die serienmäßigen Räder haben einen Durchmesser von 18 Zoll oder 20 Zoll (bei „Avenir“).

### Ausstattung
Buick bietet den Enclave in vier Ausstattungsvarianten an: „Enclave“, „Essence“, „Premium“ und „Avenir“.

#### Außenausstattung
Für den Enclave werden zehn Außenfarben und drei Raddesigns angeboten. Die Frontscheinwerfer sind ebenso wie die Rückleuchten horizontal angeordnet. Unter dem Kühlergrill, durch den eine Chromleiste verläuft und in dem das Markenlogo angebracht ist, besteht eine Möglichkeit das Kennzeichen zu befestigt. Des Weiteren gibt es oberhalb der Stoßfängerunterkante drei Lufteinlässe. In den Kotflügeln sind (angedeutete) Luftauslässe. Die Chromumrandung dieser Auslässe wird in den vorderen Türen fortgesetzt. Die Außenspiegel sind unterhalb der Fensterlinie auf Stegen montiert. Von der Motorhaube bis zu den hinteren Seitenteilen zieht sich eine konvexe Blechwölbung. Die Tankklappe ist im linken hinteren Seitenteil. Die Heckklappe, auf der das hintere Kennzeichen befestigt werden kann, hat eine gebogene Scheibe mit halbkreisförmiger Unterkante und einer Einbuchtung für das Markenlogo. Eine Blende in der D-Säule schafft einen Übergang zwischen Heckscheibe, Abrisskante und hinterem Seitenfenster. Zwischen den Rückleuchten ist eine Chromleiste montiert. Oberhalb der Auspuffblenden sind horizontale Rückstrahler im Heckstoßfänger integriert.

#### Innenausstattung
Alle Enclave haben ein Multifunktionslenkrad. Im Kombiinstrument wird unter anderem die Motordrehzahl analog durch ein Zeigerinstrument dargestellt. In der Mitte des Kombiinstruments ist als Anzeige für wechselbare Darstellungsinhalte ein integriertes, mehrfarbiges 4,2-Zoll-LC-Display (bei „Avenir“ 8 Zoll) eingebaut. Der Wahlhebel ist in Joystickform und ist elektrisch mit dem Getriebe verbunden (Shift-by-wire). Im Basismodell werden Stoffsitze eingebaut, in den Ausstattungsvarianten darüber Teilledersitze.

#### Infotainmentausstattung
In der Mitte des Armaturenbretts ist ein 8 Zoll großer Touchscreen zur Steuerung des Infotainmentsystems integriert. Smartphoneintegration ist mit Android Auto oder Apple CarPlay möglich. Im Fahrzeug ist ein WLAN-Router mit Möglichkeit einer LTE-Verbindung zum Mobilfunknetz eingebaut.

#### Sicherheitsausstattung

##### Aktive Sicherheit
In allen Ausstattungen serienmäßig sind ABS, ESP, elektronische Bremskraftverteilung, das GM-OnStar-System, LED-Scheinwerfer und die seit Mai 2018 in den USA vorgeschriebene Rückfahrkamera. Teurere Ausstattungsvarianten haben teils zusätzlich einen Spurhalteassistenten, einen Spurwechselassistenten, eine Spurverlassenswarnung, einen Abstandsregeltempomat, ein Umfeldbeobachtungssystem für das Geschehen vor dem Fahrzeug und ein Rundumsichtsystem mit Kameras.

##### Passive Sicherheit
Im Fahrzeug sind sieben Airbags eingebaut (Front-, Seiten-, Kopfairbags). Beim durch die US-Bundesbehörde NHTSA durchgeführten US-NCAP-Crashtest erreichte es in der Gesamtwertung fünf Sterne.

### Technische Daten
Quellen:

#### Motor
| Modell  | Motorart  | Motorcode | Hubraum  | Motorbauart | max. Leistung         | max. Drehmoment       | Bauzeit   |
| ------- | --------- | --------- | -------- | ----------- | --------------------- | --------------------- | --------- |
| Enclave | Ottomotor | LFY       | 3649 cm³ | V6          | 231 kW bei 6800 min−1 | 359 Nm bei 2800 min−1 | seit 2017 |

| Modell  | Motorart  | Leistung | Bauzeit   | Bohrung × Hub     | Verdichtung | Motoraufladung | Gemischaufbereitung |
| ------- | --------- | -------- | --------- | ----------------- | ----------- | -------------- | ------------------- |
| Enclave | Ottomotor | 231 kW   | seit 2017 | 95,0 mm × 85,6 mm | 11,5 : 1    | keine          | Direkteinspritzung  |

| Modell  | Motorart  | Leistung | Bauzeit   | Ventilsteuerung | Ventile pro Zylinder | Ventilbetätigung                 | Nockenwellenverstellung |
| ------- | --------- | -------- | --------- | --------------- | -------------------- | -------------------------------- | ----------------------- |
| Enclave | Ottomotor | 231 kW   | seit 2017 | DOHC            | 4                    | Rollenschlepphebel + Hydrostößel | Phasenverstellung       |

#### Umwelt
| Modell  | Motorart  | Leistung | Bauzeit   | Antriebsart      | Verbrauch, innerorts (1) | Verbrauch, außerorts (1) | Abgasnachbehandlung |
| ------- | --------- | -------- | --------- | ---------------- | ------------------------ | ------------------------ | ------------------- |
| Enclave | Ottomotor | 231 kW   | seit 2017 | Vorderradantrieb | 13,1 l/100 km            | 9,0 l/100 km             | Katalysator         |
| Enclave | Ottomotor | 231 kW   | seit 2017 | Allradantrieb    | 13,8 l/100 km            | 9,4 l/100 km             | Katalysator         |

#### Antriebsstrang
| Modell  | Motorart  | Leistung | Bauzeit   | Antriebsart, Serie | Antriebsart, Option | Getriebe, Serie            | Getriebe, Option |
| ------- | --------- | -------- | --------- | ------------------ | ------------------- | -------------------------- | ---------------- |
| Enclave | Ottomotor | 231 kW   | seit 2017 | Vorderradantrieb   | Allradantrieb (1)   | 9-Stufen-Automatikgetriebe | –                |

#### Getriebeübersetzungen
Quelle:
| Stufe     | Übersetzung |
| --------- | ----------- |
| 1. Stufe  | 4,69        |
| 2. Stufe  | 3,31        |
| 3. Stufe  | 3,01        |
| 4. Stufe  | 2,45        |
| 5. Stufe  | 1,92        |
| 6. Stufe  | 1,45        |
| 7. Stufe  | 1,00        |
| 8. Stufe  | 0,75        |
| 9. Stufe  | 0,62        |
| Rückwärts | 2,96        |
| Achse     | 3,49        |

#### Karosserie
| Modell  | Motorart  | Leistung | Bauzeit   | Länge × Breite × Höhe       | Radstand | Spur vorne | Spur hinten | Leergewicht | Tankinhalt |
| ------- | --------- | -------- | --------- | --------------------------- | -------- | ---------- | ----------- | ----------- | ---------- |
| Enclave | Ottomotor | 231 kW   | seit 2017 | 5189 mm × 2002 mm × 1775 mm | 3071 mm  | 1709 mm    | 1702 mm     | 1977 kg (1) | 73 l (2)   |

## Plattform C1UB (seit 2019)

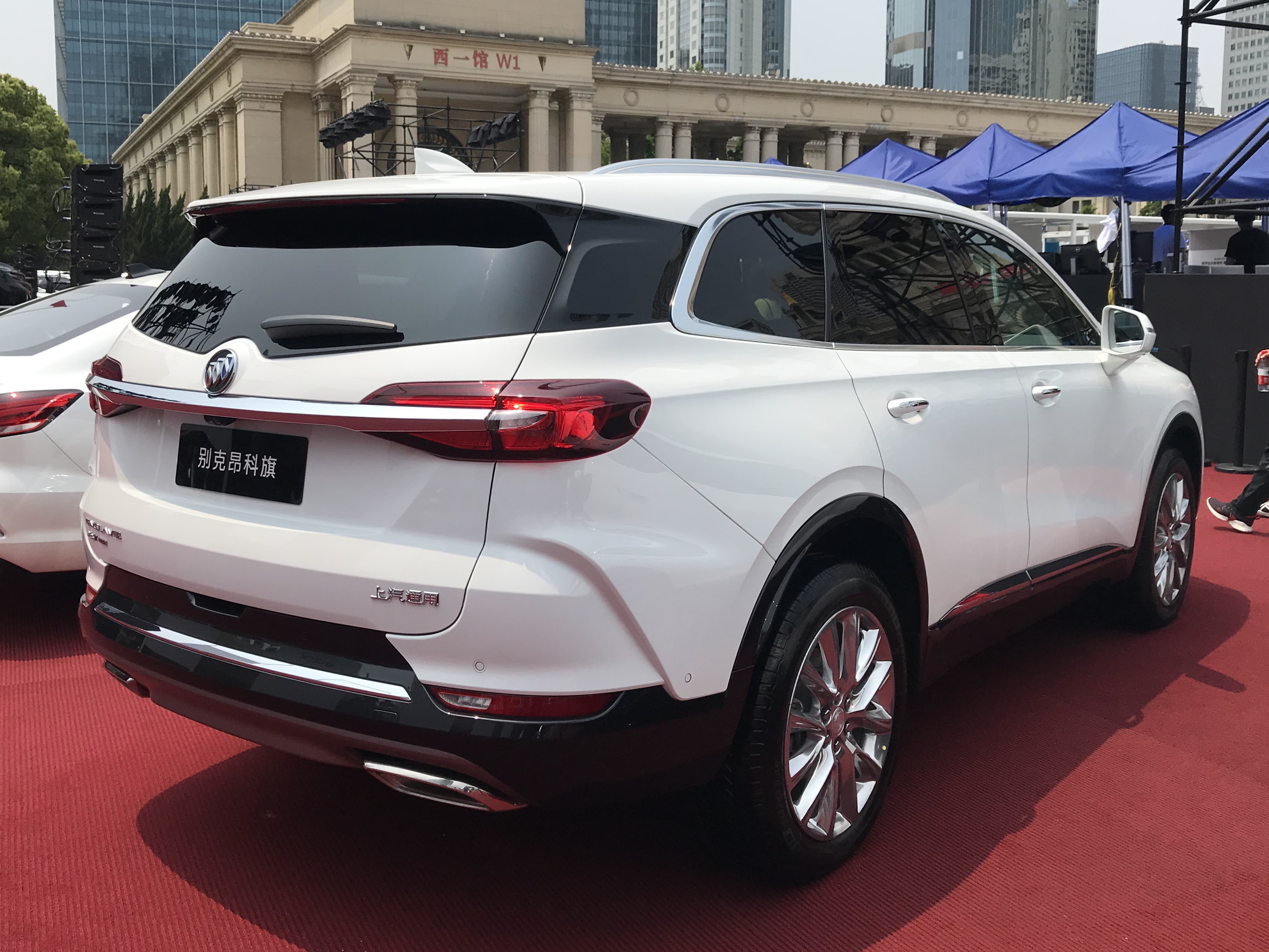
Heckansicht

Die in China produzierte zweite Generation des Enclave ist rund 20 cm kürzer als die in Nordamerika angebotene Variante und hat mit einem Zweiliter-Ottomotor mit 174 kW (237 PS) einen schwächeren Antriebsstrang. Die gleiche Plattform nutzt auch der Cadillac XT6. Während das Vorgängermodell aus den USA importiert wurde, wird der Enclave mit der internen Bezeichnung C1UB nun in China gefertigt.
Auch für den Enclave C1UB steht die luxuriöse Ausstattungsvariante „Avenir“ zur Auswahl.

### Produktion
Vorgestellt wurde der Enclave C1UB im Oktober 2019 rund zweieinhalb Jahre nach seinem nordamerikanischen Pendant.

### Technische Daten
|                                            | 28T                        | 28T 4x4                    |
| ------------------------------------------ | -------------------------- | -------------------------- |
| Bauzeitraum                                | seit 11/2019               | seit 11/2019               |
| Motorkenndaten                             |                            |                            |
| Motorart                                   | Ottomotor                  | Ottomotor                  |
| Motorbauart                                | Reihen-Vierzylinder        | Reihen-Vierzylinder        |
| Hubraum                                    | 1998 cm³                   | 1998 cm³                   |
| max. Leistung bei min−1                    | 174 kW (237 PS) / 5000     | 174 kW (237 PS) / 5000     |
| max. Drehmoment bei min−1                  | 350 Nm / 1500–4000         | 350 Nm / 1500–4000         |
| Kraftübertragung                           |                            |                            |
| Antrieb                                    | Vorderradantrieb           | Allradantrieb              |
| Getriebe                                   | 9-Stufen-Automatikgetriebe | 9-Stufen-Automatikgetriebe |
| Messwerte                                  |                            |                            |
| Höchstgeschwindigkeit                      | 210 km/h                   | 210 km/h                   |
| Beschleunigung, 0–100 km/h                 | 8,6 s                      | 9,0 s                      |
| Leergewicht                                | 1880–1935 kg               | 2000–2060 kg               |
| Kraftstoffverbrauch auf 100 km, kombiniert | 7,4–7,5 l Super            | 7,8–8,1 l Super            |
| Tankinhalt                                 | 73 l                       | 82 l                       |
| Abgasnorm                                  | China VI                   | China VI                   |